# Sandinista!
Sandinista! é quarto álbum de estúdio da banda britânica The Clash, lançado em 1980.
Originalmente um LP Triplo, foi transformado em CD duplo. Motivou brigas entre a banda e a gravadora, pois a exemplo do álbum anterior, London Calling, era para ser vendido ao preço de álbum simples.
| Críticas profissionais                                                      | Críticas profissionais |
| Avaliações da crítica                                                       | Avaliações da crítica  |
| Fonte                                                                       | Avaliação              |
| --------------------------------------------------------------------------- | ---------------------- |
| Allmusic                                                                    | [ 1 ]                  |
| Rolling Stone                                                               | [ 2 ]                  |
| Esta tabela precisa de ser acompanhada por texto em prosa. Consulte o guia. |                        |

## Faixas
Disco 1
1. "The Magnificent Seven"
2. "Hitsville U.K."
3. "Junco Partner"
4. "Ivan Meets G.I. Joe"
5. "The Leader"
6. "Something About England"
7. "Rebel Waltz"
8. "Look Here"
9. "The Crooked Beat"
10. "Somebody Got Murdered"
11. "One More Time"
12. "One More Dub"
13. "Lightning Strikes (Not Once But Twice)"
14. "Up In Heaven (Not Only Here)"
15. "Corner Soul"
16. "Lets Go Crazy"
17. "If Music Could Talk"
18. "The Sound Of Sinners"

Disco 2
1. "Police On My Back"
2. "Midnight Log"
3. "The Equaliser"
4. "The Call Up"
5. "Washington Bullets"
6. "Broadway"
7. "Lose This Skin"
8. "Charlie Don't Surf"
9. "Mensforth Hill"
10. "Junkie Slip"
11. "Kingston Advice"
12. "The Street Parade"
13. "Version City"
14. "Living In Fame"
15. "Silicone On Sapphire"
16. "Version Pardner"
17. "Career Opportunities"
18. "Shepherds Delight"